# 1623
1623 је била проста година.